# Kongerne på Kanal 5
Kongerne var et reality-show på Kanal 5, som blev udsendt første gang i 2011 og sluttede efter 6 sæsoner i 2015. I programmet fulgte man deltagerne i forskellige lande og byer herunder Marielyst, Rømø, Sölden i Østrig, Svendborg, Kolding og Thailand.
Inspiration til showet er draget fra det amerikanske tv-show Jersey Shore.
I 2017 udsendte Kanal 5 en Tv-Special af kongerne, som indeholdte gamle og indtil da usete optagelser fra serien.
I dag kan samtlige sæsoner ses på Discovery+.

## Serie oversigt

### Sæsoner af Kongerne
| Titel                   | Afsnit | Sæson start       | Sæson slut        | Kanal       |
| ----------------------- | ------ | ----------------- | ----------------- | ----------- |
| Kongerne af Marielyst   | 12     | 15. august 2011   | 31. oktober 2011  | max Kanal 5 |
| Kongerne af Rømø        | 12     | 20. august 2012   | 5. november 2012  | max Kanal 5 |
| Kongerne i Sneen        | 6      | 18. februar 2013  | 25. marts 2013    | max Kanal 5 |
| Kongerne af Svendborg   | 12     | 2. september 2013 | 18. november 2013 | max Kanal 5 |
| Kongerne Helt til Hest  | 12     | 8. september 2014 | 24. november 2014 | max Kanal 5 |
| Kongerne Vilde i Varmen | 8      | 22. februar 2015  | 19. april 2015    | max Kanal 5 |

### Specials
| Titel                            | Sendt             | Kanal   |
| -------------------------------- | ----------------- | ------- |
| Kongerne af Rømø – Directors Cut | 19. november 2012 | NUTV    |
| Kongerne – Special               | 18. oktober 2017  | Kanal 5 |

## Alle kongerne fra serien
| Medvirkende                     | Kongerne               | Kongerne | Kongerne | Kongerne     | Kongerne      | Kongerne              | Kongerne     |
| Medvirkende                     | af Marielyst           | af Rømø  | i Sneen  | af Svendborg | Helt til Hest | Vilde i Varmen        | 2017 Special |
| ------------------------------- | ---------------------- | -------- | -------- | ------------ | ------------- | --------------------- | ------------ |
| Kirstine 'Babe' Rædkjaer        | Fast                   | Fast     |          |              |               |                       | Fraklip      |
| Walid 'Knaldperlen' Bechara     | Fast                   | Fast     | Fast     | Fast         | Fast          | Fast                  | Fraklip      |
| Cecilie 'J.J.' Ishøj            | Fast                   |          |          |              |               |                       |              |
| Jesper 'Fissan' Schumann        | Fast                   | Fast     | Fast     |              |               |                       | Fraklip      |
| Michelle Ebsen 'Britney' Dahl   | Fast                   |          |          |              |               |                       |              |
| Kenneth 'X’en' Moe              | Udgik efter 10. afsnit |          |          |              |               |                       |              |
| Anja 'Vodka' Rasmussen          | Fast                   |          |          |              |               |                       |              |
| Elias Aagard 'Prada' Olsen      | Fast                   |          |          |              |               |                       |              |
| Maja 'Majse' Jørgensen          | Gæst                   | Fast     |          |              |               |                       |              |
| Christina 'Posh' Frandsen       |                        | Fast     | Fast     | Fast         |               |                       |              |
| Martin 'Dolken' Vinther         |                        | Fast     | Fast     | Fast         | Gæst          | Udgik efter 6. afsnit | Fraklip      |
| Marc 'Miami' Brostrøm           |                        | Fast     | Fast     | Fast         |               |                       | Fraklip      |
| Malene 'Foxy' Bang              |                        | Fast     | Fast     | Fast         | Fast          | Fast                  | Fraklip      |
| Mette 'Kitty' Kyhnau            |                        |          | Fast     |              |               |                       |              |
| Trine Torp 'Blondie' Steffensen |                        |          | Fast     | Fast         | Fast          | Fast                  | Fraklip      |
| Rosa Bechmann 'Bubbly' Eriksen  |                        |          |          | Fast         |               |                       |              |
| Glenn 'Zebra' Sander            |                        |          |          | Fast         |               |                       |              |
| Jonas 'Biggie' Willmann         |                        |          |          |              | Fast          |                       |              |
| Sarah Skou 'Babs' Christensen   |                        |          |          |              | Fast          | Fast                  |              |
| Ronnie 'Joker' Andersen         |                        |          |          |              | Fast          | Fast                  |              |
| Kia 'Sugar' Sødergreen          |                        |          |          |              | Fast          | Fast                  |              |
| Marzello 'Banditten' Celvin     |                        |          |          |              | Fast          | Fast                  |              |